# Hannah Einbinder
Pour les articles homonymes, voir Einbinder.
Hannah Einbinder, née le 21 mai 1995 à Los Angeles, est une comédienne, actrice et écrivaine américaine connue pour avoir joué dans la série Hacks de la plateforme de streaming Max, pour laquelle elle a reçu des nominations pour trois Primetime Emmy Awards et trois Golden Globe Awards.

## Biographie

### Jeunesse et formation
Hannah Marie Einbinder naît le 21 mai 1995 à Los Angeles en Californie[réf. nécessaire].
Elle est la fille de Laraine Newman, membre du casting original de Saturday Night Live, et de Chad Einbinder. Sa famille est juive et elle grandit à Los Angeles.
Adolescente, elle est pom-pom girl en compétition. Einbinder est diplômée de la Beverly Hills High School et poursuit ses études en journalisme de radiodiffusion à l'université Chapman avant d'obtenir une licence de beaux-arts en écriture et production télévisuelle,. À Chapman, elle rejoint l'équipe de théâtre d'improvisation de l'école et vit sa première expérience de stand-up comedy lorsqu'elle ouvre le spectacle de l'humoriste Nicole Byer sur le campus,.

### Carrière
En 2019, Hannah Einbinder apparaît dans la vitrine New Faces du festival Juste pour rire et est nommée par National Public Radio comme l'un des dix comédiens les plus remarquables à surveiller. Elle est également nommée l'une des meilleures nouvelles comédiennes prometteuses à surveiller en 2019 par Vulture (site) (en) ; elle est reconnue pour « son charme absurde et rafraîchissant ». La même année, elle figure parmi les « Nouveaux visages de la comédie » à Juste pour rire.
Elle fait ses débuts à la télévision nationale en mars 2020 dans The Late Show avec Stephen Colbert où elle est à l'époque la plus jeune personne à faire un stand-up dans l'émission. Il s'agit de la dernière représentation scénique du spectacle pendant quinze mois, alors que la pandémie de COVID-19 commence.
En 2021, elle joue le rôle d'Ava dans Hacks sur HBO Max, avec Jean Smart et Carl Clemons-Hopkins,. La série reçoit un total de 15 nominations aux Emmy Awards, dont des nominations pour les acteurs Einbinder, Smart et Clemons-Hopkins. La série est renouvelée pour une deuxième saison en juin 2021, dont la première est prévue le 12 mai 2022. La saison 3 est diffusée pour la première fois en 2024 et la saison 4 devrait être diffusée en mai 2025.
Hannah Einbinder figure sur la liste des « 10 humoristes à surveiller en 2021 » de Variety. Elle continue de se produire en stand-up comedy et fait une tournée nationale au cours de l'été 2022. En juin 2024, Max sort son premier stand-up spécial, Hannah Einbinder: Everything Must Go.

### Influences
Hannah Einbinder cite comme sources d'inspiration Dana Gould, Janeane Garofalo, Bo Burnham, Maria Bamford, Sklar Brothers, Marc Maron et Steve Martin,.

### Vie personnelle
Hannah Einbinder s'identifie comme bisexuelle,. On lui diagnostique un TDAH.

## Filmographie

### Film
- 2021 : North Hollywood : serveuse

### Télévision
- Depuis 2021 : Hacks : Ava Daniels
- 2022 : RuPaul's Drag Race All Stars : elle-même (juge invité, saison 7 épisode 11)
- 2023 : Amélia Earhart : Amélia Earhart (1 épisode)
- 2023 : Strange Planet : Directeur
- 2023 : Julia : Gretchen Fletcher (1 épisode)

### Émissions spéciales comiques
- 2024 : Hannah Einbinder: Everything Must Go

## Prix et nominations
| Année | Prix                              | Catégorie                                                                           | Œuvre | Résultat   | Ref.   |
| ----- | --------------------------------- | ----------------------------------------------------------------------------------- | ----- | ---------- | ------ |
| 2021  | Astra TV Awards                   | Meilleure actrice dans un second rôle dans une série télévisée comique              | Hacks | Lauréat    | [ 19 ] |
| 2021  | Primetime Emmy Awards             | Meilleure actrice dans un second rôle dans une série télévisée comique              | Hacks | Nomination | [ 20 ] |
| 2022  | Golden Globe Awards               | Meilleure actrice dans une série télévisée musicale ou comique                      | Hacks | Nomination | [ 21 ] |
| 2022  | Critics' Choice Television Awards | Meilleure actrice dans un second rôle dans une série télévisée comique              | Hacks | Nomination | [ 22 ] |
| 2022  | Screen Actors Guild Awards        | Meilleure distribution pour une série télévisée comique                             | Hacks | Nomination | [ 23 ] |
| 2022  | MTV Movie & TV Awards             | Breakthrough Performance                                                            | Hacks | Nomination | [ 24 ] |
| 2022  | Astra TV Awards                   | Meilleure actrice dans un second rôle dans une série télévisée comique              | Hacks | Lauréat    | [ 25 ] |
| 2022  | Dorian Awards                     | Meilleur second rôle à la télévision                                                | Hacks | Nomination | [ 26 ] |
| 2022  | Primetime Emmy Awards             | Outstanding Supporting Actress in a Comedy Series                                   | Hacks | Nomination | [ 27 ] |
| 2023  | Golden Globe Awards               | Meilleure actrice dans un second rôle dans une série, une mini-série ou un téléfilm | Hacks | Nomination | [ 28 ] |
| 2023  | Screen Actors Guild Awards        | Meilleure distribution pour une série télévisée comique                             | Hacks | Nomination | [ 29 ] |
| 2024  | Dorian Awards                     | Wilde Wit Award                                                                     | NC    | Nomination | [ 30 ] |
| 2024  | Dorian Awards                     | Meilleur second rôle télévisé comique                                               | Hacks | Lauréat    | [ 30 ] |
| 2024  | Astra TV Awards                   | Meilleure actrice dans un second rôle dans une série télévisée comique              | Hacks | Lauréat    | [ 31 ] |
| 2024  | Primetime Emmy Awards             | Meilleure actrice dans un second rôle dans une série télévisée comique              | Hacks | Nomination | [ 32 ] |
| 2025  | Golden Globe Awards               | Meilleure actrice dans un second rôle dans une série, une mini-série ou un téléfilm | Hacks | Nomination | [ 33 ] |
| 2025  | Critics' Choice Television Awards | Meilleure actrice dans un second rôle dans une série télévisée comique              | Hacks | Lauréat    | [ 34 ] |
| 2025  | Screen Actors Guild Awards        | Meilleure distribution pour une série télévisée comique                             | Hacks | Nomination | [ 35 ] |